# The Carpenters
The Carpenters je bil ameriški pop duet, ki sta ga leta 1969 ustanovila brat in sestra - Richard in Karen Carpenter v Los Angelesu. V sedemdesetih letih je duo postal eden najbolj priljubljenih z več uspešnicami številka ena in prodal več kot 100 milijonov albumov. Posnela sta skupaj 11 albumov in nastopala v Združenem kraljestvu, Avstraliji, na Japonskem, Nizozemskem in v Belgiji.
Na začetku kariere sta zaradi mehkega tona svoje glasbe povsod prejemala zavrnitve glasbene industrije. Sedemdeseta so bila čas rocka in umetnikov, kot sta Janis Joplin in Jimi Hendrix z veliko bolj grobim tonom in hitrim tempom. Kljub vsem oviram Karen in Richard nista obupala in sta svoje posnetke še naprej pošiljala različnim založbam, dokler na koncu A&M Records ni pritegnil njun edinstven. Herp Alpert se jima je odločil dati priložnost in jima za vedno spremenil življenje.
Dvojica je prenehala obstajati po Karenini smrti 4. februarja 1983 zaradi srčnega popuščanja, ki ga je povzročila anoreksija nervoza.

## Diskografija
- Offering/Ticket to Ride (1969)
- Close to You (1970)
- Carpenters (1971)
- A Song for You (1972)
- Now & Then (1973)
- Horizon (1975)
- A Kind of Hush (1976)
- Passage (1977)
- Christmas Portrait (1978)
- Made in America (1981)
- Voice of the Heart (1983)
- An Old-Fashioned Christmas (1984)
- Lovelines (1989)
- As Time Goes By (2004)